# Physematium vestitum
Physematium vestitum là một loài dương xỉ trong họ Woodsiaceae. Loài này được C.Presl mô tả khoa học đầu tiên năm 1851.
Danh pháp khoa học của loài này chưa được làm sáng tỏ. 